# 過電位
過電位（英語：overpotential）是電極的電位差值，無電流通過（平衡狀態下）和有電流通過之電位差值。
量測的過電位代表為了維持電極反應速率（電流密度）所需要的額外能量，此能量會轉成熱能。
結果，陽極運作電位永遠高於平衡狀態下的電位；陰極運作電位永遠低於平衡狀態下的電位。
過電位隨著電流密度升高而提高。